# Carolina Norén
Krång Anna Carolina Norén, född 29 januari 1965 i Stockholm, är en svensk programledare i Sveriges Radio. Hon är sedan 2007 programledare för Svensktoppen och kommenterar sedan många år Sveriges Radios sändningar från Melodifestivalen och Eurovision Song Contest.

## Biografi
Norén är dotter till Anders Norén och äldre syster till Alexander Norén.

### Radioprogram
Sina allra första steg in i radiokarriären tog hon 1980-82, när hon på Radio SBC anlitades som intervjuare i olika sammanhang, och senare på studentradion vid Stockholms universitet. Efter en anställning hos JKL följde ett programledarjobb på Radio Stockholm (SR) 1989–1997. Hon värvades 1998 till P4 Riks i syfte att föryngra kanalen, bland annat med nöjesprogrammet Curry-Curry som sändes på fredagkvällar.
Sedan 1999 har hon varit Sveriges Radios kommentator och programledare för Melodifestivalen och Eurovision Song Contest. Under 2004, 2005 och 2006 ledde Carolina Norén nostalgiprogrammen 64-93 i Sveriges Radio P4. Hon har även gjort porträttprogram med gäster som Erland Josephson, Lena Nyman och Jan Guillou. 2006 var hon programledare och producent för serien Let the Music Play, som speglade discons och soulens historia. I augusti 2007 övertog hon programledarskapet för Svensktoppen efter Annika Jankell.

### TV-program
I TV gjorde hon 1992 första säsongen av programmet Här är ditt kylskåp.